# Mazatenango
Mazatenango (del náhuatl, significa Lugar de la muralla del Venado) es una ciudad y cabecera del departamento de Suchitepéquez, en la República de Guatemala. El municipio se encuentra localizado a 161 km de la Ciudad de Guatemala en la parte centro occidental del departamento y la cabecera municipal está cruzada por múltiples riachuelos y es atravesada por el caudaloso río Sis, que además es su fuente de agua potable. La cercanía de numerosas ciudades pequeñas y de la frontera con México favorece el comercio.  Mazatenango es famoso en el resto de Guatemala por su fiesta de Carnaval, que se celebra durante toda una semana, iniciando las festividades de Cuaresma.  
La región que ocupa Mazatenango se menciona por primera vez en el Título de la Casa Ixquín Nehaíb, en donde se menciona por su nombre en k'ich'e, «Kakol Kiej» "Cazador de Venados".  Tras la Independencia de Centroamérica en 1821, Mazatenango fue uno de los municipios originales del Estado de Guatemala constituido en 1825; en ese momento era parte del departamento de Sololá/Suchitepéquez, cuya cabecera era Sololá. En ese mismo año fue establecido como la sede de un circuito para impartir justicia en el Distrito judicial N.º 11 (Suchitepéquez).
En 1838 Mazatenango fue parte de la región que formó el efímero Estado de Los Altos y que el 12 de septiembre de 1839 forzó a que el Estado de Guatemala se reorganizara en siete departamentos y dos distritos independientes; este intento de secesión fue aplastado por las fuerzas del general conservador Rafael Carrera, quien no solamente reincorporó a Los Altos a Guatemala en 1840, sino que también derrotó contundentemente al general liberal hondurenño Francisco Morazán —entonces presidente de la República Federal de Centro América— cuando este quiso vengar la derrota altense.
A principios del siglo xx Mazatenango fue un importante punto de transporte y comercio en Guatemala, pues era el entronque entre los ferrocarriles del Sur y de Occidente, que conectaban al Puerto San José en Escuintla y al Puerto de Ocós en San Marcos con la Ciudad de Guatemala.
El 19 de diciembre de 2016 fue capturada una estructura criminal liderada por Mynor Fabricio Oajaca Quiroa, quien es miembro de una de las familias más conocidas de la localidad, por su posible vinculación con el asesinato de la hija del exmagistrado de la Corte Suprema de Justicia de Guatemala Douglas Charchal, quien al momento del operativo del Ministerio Público se encontraba guardando prisión preventiva por su participación en un serio caso de corrupción.

## Toponimia

### Nombre en castellano
Muchos de los nombres de los municipios y poblados de Guatemala constan de dos partes: el nombre del santo católico que se venera el día en que fueron fundados y una descripción con raíz náhuatl; esto se debe a que las tropas que invadieron la región en la década de 1520 al mando de Pedro de Alvarado estaban compuestas por soldados españoles y por indígenas tlaxcaltecas y cholultecas.  El topónimo «Mazatenango» es de origen náhuatl de la raíces mazat (español: «venado»), «tenan» (español: «muralla») y «co» (terminación), y significa «muralla del venado».

### Nombre en k'iche'
El nombre original en idioma k'iche' era «Kakol Kiej».[cita requerida]

## Demografía
La población en 2015 es de 103.276 habitantes, de los cuales 52.616 son mujeres, o sea el 51,49%, y 50.660 son hombres, correspondiéndoles el 48,51% del total de la población. La población es mayoritariamente urbana, con un 89,80% equivalente a 92.741 habitantes, y la población rural corresponde al 10,21%, es decir, 10.534 habitantes. La Proyección de población para 2020 es de 119.964 habitantes; la población de Mazatenango está básicamente constituida por ladinos (mestizos), existiendo importantes grupos de indígenas alrededor de la ciudad. La población es un 90% ladina. 

## Geografía física
Es la ciudad más importante a nivel departamental, al ser esta la capital del departamento y una de las ciudades más grandes de la costa suroccidental del país. Tiene una extensión territorial de 356 kilómetros cuadrados y las coordenadas de ubicación relacionadas con el Parque Central son 14° 32' 04" latitud norte y 91° 30' 10" longitud oeste y una altura sobre el nivel del mar de 374 metros.

### Clima
La cabecera municipal de Mazatenango posee un clima bastante cálido y tropical; y según la Clasificación de Köppen, se categoriza como Clima Tropical Monzónico o Subecuatorial (Am). En la época seca, que comprende desde finales de noviembre a inicios de abril, los meses son muy secos y muy calurosos, mientras que el resto del año, son muy húmedos. 
Sus precipitaciones son altas en el país, ya que, por estar localizado en la franja de llanuras al sur de la Sierra Madre (esta región es conocida como Bocacosta), se registran fuertes acumulaciones de humedad; las altas temperaturas, la baja elevación sobre el nivel del mar y los vientos alisios del este durante la temporada de precipitaciones provocan fuertes y abundantes lluvias en el municipio, que se registran como promedio 2900 mm anuales.
| Parámetros climáticos promedio de Mazatenango | Parámetros climáticos promedio de Mazatenango | Parámetros climáticos promedio de Mazatenango | Parámetros climáticos promedio de Mazatenango | Parámetros climáticos promedio de Mazatenango | Parámetros climáticos promedio de Mazatenango | Parámetros climáticos promedio de Mazatenango | Parámetros climáticos promedio de Mazatenango | Parámetros climáticos promedio de Mazatenango | Parámetros climáticos promedio de Mazatenango | Parámetros climáticos promedio de Mazatenango | Parámetros climáticos promedio de Mazatenango | Parámetros climáticos promedio de Mazatenango | Parámetros climáticos promedio de Mazatenango |
| Mes                                           | Ene.                                          | Feb.                                          | Mar.                                          | Abr.                                          | May.                                          | Jun.                                          | Jul.                                          | Ago.                                          | Sep.                                          | Oct.                                          | Nov.                                          | Dic.                                          | Anual                                         |
| --------------------------------------------- | --------------------------------------------- | --------------------------------------------- | --------------------------------------------- | --------------------------------------------- | --------------------------------------------- | --------------------------------------------- | --------------------------------------------- | --------------------------------------------- | --------------------------------------------- | --------------------------------------------- | --------------------------------------------- | --------------------------------------------- | --------------------------------------------- |
| Temp. máx. media (°C)                         | 32.0                                          | 32.4                                          | 33.1                                          | 32.8                                          | 32.1                                          | 31.3                                          | 31.3                                          | 31.4                                          | 30.5                                          | 30.4                                          | 30.7                                          | 31.3                                          | 31.6                                          |
| Temp. media (°C)                              | 25.5                                          | 25.8                                          | 26.8                                          | 27.0                                          | 27.0                                          | 26.5                                          | 26.3                                          | 26.4                                          | 25.8                                          | 25.6                                          | 25.4                                          | 25.1                                          | 26.1                                          |
| Temp. mín. media (°C)                         | 19.0                                          | 19.3                                          | 20.5                                          | 21.3                                          | 21.9                                          | 21.8                                          | 21.4                                          | 21.5                                          | 21.2                                          | 20.8                                          | 20.1                                          | 19.0                                          | 20.7                                          |
| Precipitación total (mm)                      | 10                                            | 13                                            | 45                                            | 134                                           | 330                                           | 502                                           | 365                                           | 385                                           | 519                                           | 527                                           | 117                                           | 22                                            | 2969                                          |
| Fuente: Climate-Data.org                      |                                               |                                               |                                               |                                               |                                               |                                               |                                               |                                               |                                               |                                               |                                               |                                               |                                               |

### Ubicación geográfica
Mazatenango está ubicado a 160 kilómetros de la Ciudad de Guatemala, en la Boca Costa; está rodeado por municipios del departamento de Suchitepéquez:
- Norte:San Francisco Zapotitlán y Samayac
- Sur y sureste:Cuyotenango
- Este: Santo Domingo Suchitepéquez, San Lorenzo, San Gabriel y San Bernardino
- Oeste: Cuyotenango y San José La Máquina[11]

|                                        | Norte: San Francisco Zapotitlán y Samayac |                                                                          |
| Oeste: Cuyotenango San José La Máquina |                                           | Este: Santo Domingo Suchitepéquez San Lorenzo San Gabriel San Bernardino |
|                                        | Sur: Cuyotenango                          | Sureste: Cuyotenango                                                     |

## Gobierno municipal
Los municipios se encuentran regulados en diversas leyes de la República, que establecen su forma de organización, lo relativo a la conformación de sus órganos administrativos y los tributos destinados para los mismos.  Aunque se trata de entidades autónomas, se encuentran sujetos a la legislación nacional y las principales leyes que los rigen desde 1985 son:
| N.º | Ley                                                | Descripción |
| --- | -------------------------------------------------- | --- |
| 1   | Constitución Política de la República de Guatemala | Tiene una regulación legal específica para los municipios en los artículos 253 al 262. |
| 2   | Ley Electoral y de Partidos Políticos              | Ley de carácter constitucional aplicable a los municipios en el tema de la conformación de sus autoridades electas. |
| 3   | Código Municipal                                   | Decreto 12-2002 del Congreso de la República de Guatemala. Tiene la categoría de ley ordinaria y contiene preceptos generales aplicables a todos los municipios, e inclusive contiene legislación referente a la creación de los municipios.             |
| 4   | Ley de Servicio Municipal                          | Decreto 1-87 del Congreso de la República de Guatemala. Regula las relaciones entra la municipalidad y los servidores públicos en materia laboral. Tiene su base constitucional en el artículo 262 de la constitución que ordena la emisión de la misma. |
| 5   | Ley General de Descentralización                   | Decreto 14-2002 del Congreso de la República de Guatemala. Regula el deber constitucional del Estado, y por ende del municipio, de promover y aplicar la descentralización y desconcentración económica y administrativa.                                |

El gobierno de los municipios está a cargo de un Concejo Municipal mientras que el código municipal —ley ordinaria que contiene disposiciones que se aplican a todos los municipios— establece que «el concejo municipal es el órgano colegiado superior de deliberación y de decisión de los asuntos municipales […] y tiene su sede en la circunscripción de la cabecera municipal»; el artículo 33 del mencionado código establece que «[le] corresponde con exclusividad al concejo municipal el ejercicio del gobierno del municipio».
El concejo municipal se integra con el alcalde, los síndicos y concejales, electos directamente por sufragio universal y secreto para un período de cuatro años, pudiendo ser reelectos.

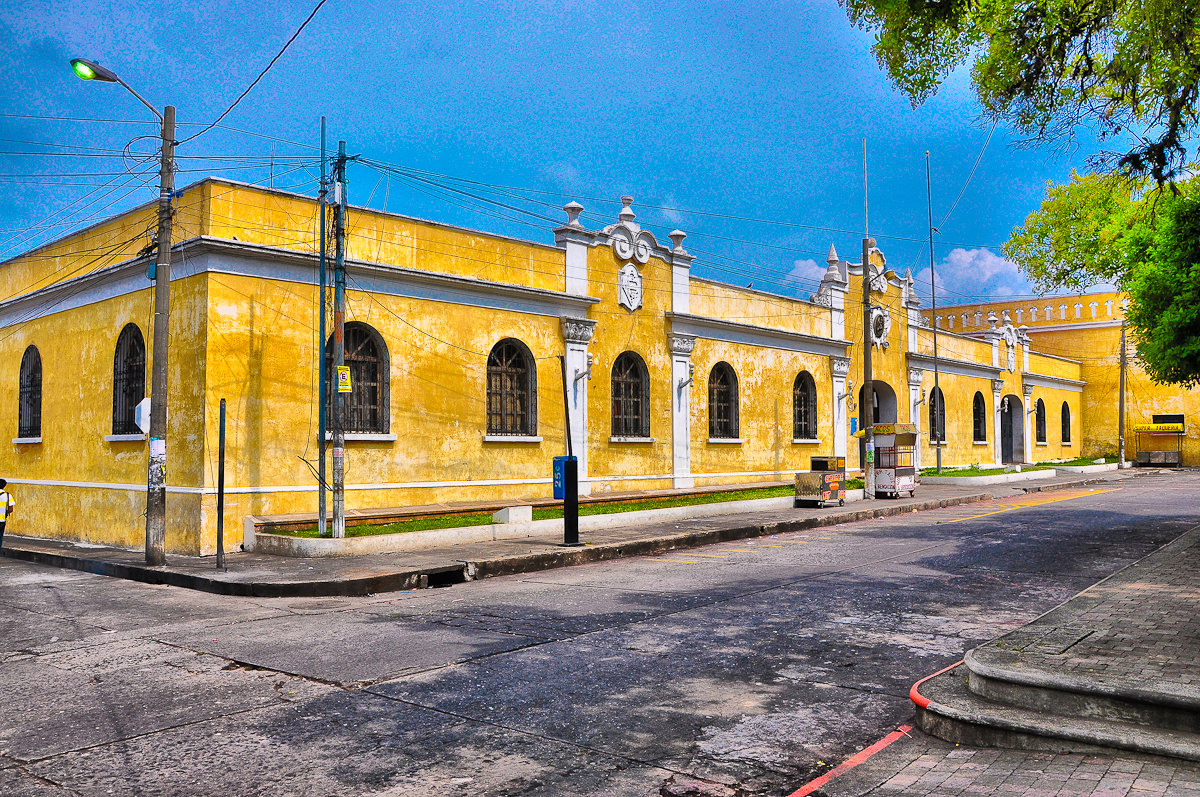
Calles de la Ciudad de Mazatenango.

Existen también las Alcaldías Auxiliares, los Comités Comunitarios de Desarrollo (COCODE), el Comité Municipal del Desarrollo (COMUDE), las asociaciones culturales y las comisiones de trabajo. Los alcaldes auxiliares son elegidos por las comunidades de acuerdo a sus principios y tradiciones, y se reúnen con el alcalde municipal el primer domingo de cada mes, mientras que los Comités Comunitarios de Desarrollo y el Comité Municipal de Desarrollo organizan y facilitan la participación de las comunidades priorizando necesidades y problemas.
El actual alcalde del municipio, es el Señor Carlos Estuardo Villagrán López, quien fuera electo para el período 2024-2028.
Los alcaldes que ha habido en el municipio son:
- 2012-2016: Roberto Lemus[13]
- 2017-2020: Manuel de Jesús Delgado Sagarminaga[14]

## Historia
Las primeras historias escritas sobre el área de Suchitepéquez se pueden encontrar en el Título de la Casa Ixquín Nehaíb, en el que se mencionan varios poblados que estaban bajo el dominio quiché, con su nombre original.

### Tras la Independencia de Centroamérica
El Estado de Guatemala fue definido de la siguiente forma por la Asamblea Constituyente de dicho estado que emitió la constitución del mismo el 11 de octubre de 1825: «el estado conservará la denominación de Estado de Guatemala y lo forman los pueblos de Guatemala, reunidos en un solo cuerpo.  El estado de Guatemala es soberano, independiente y libre en su gobierno y administración interior.»
Mazatenango fue uno de los municipios originales del Estado de Guatemala en 1825; era parte del departamento de Sololá/Suchitepéquez, cuya cabecera era Sololá e incluía a Joyabaj, Quiché, Atitlán, Suchitepéquez, y Cuyotenango.
La constitución del Estado de Guatemala promulgada el 11 de octubre de 1825 también estableció los circuitos para la administración de justicia en el territorio del Estado y menciona que Mazatenango era la sede del Circuito del mismo nombre en el Distrito N.º 11 (Suchitepéquez), junto con Samayaque, San Lorenzo, San Gabriel, Santo Domingo, Retalhuleu, San Antonio Suchitepéquez, San Bernardino, Sapotitlán y Santo Tomás.

### El efímero Estado de Los Altos

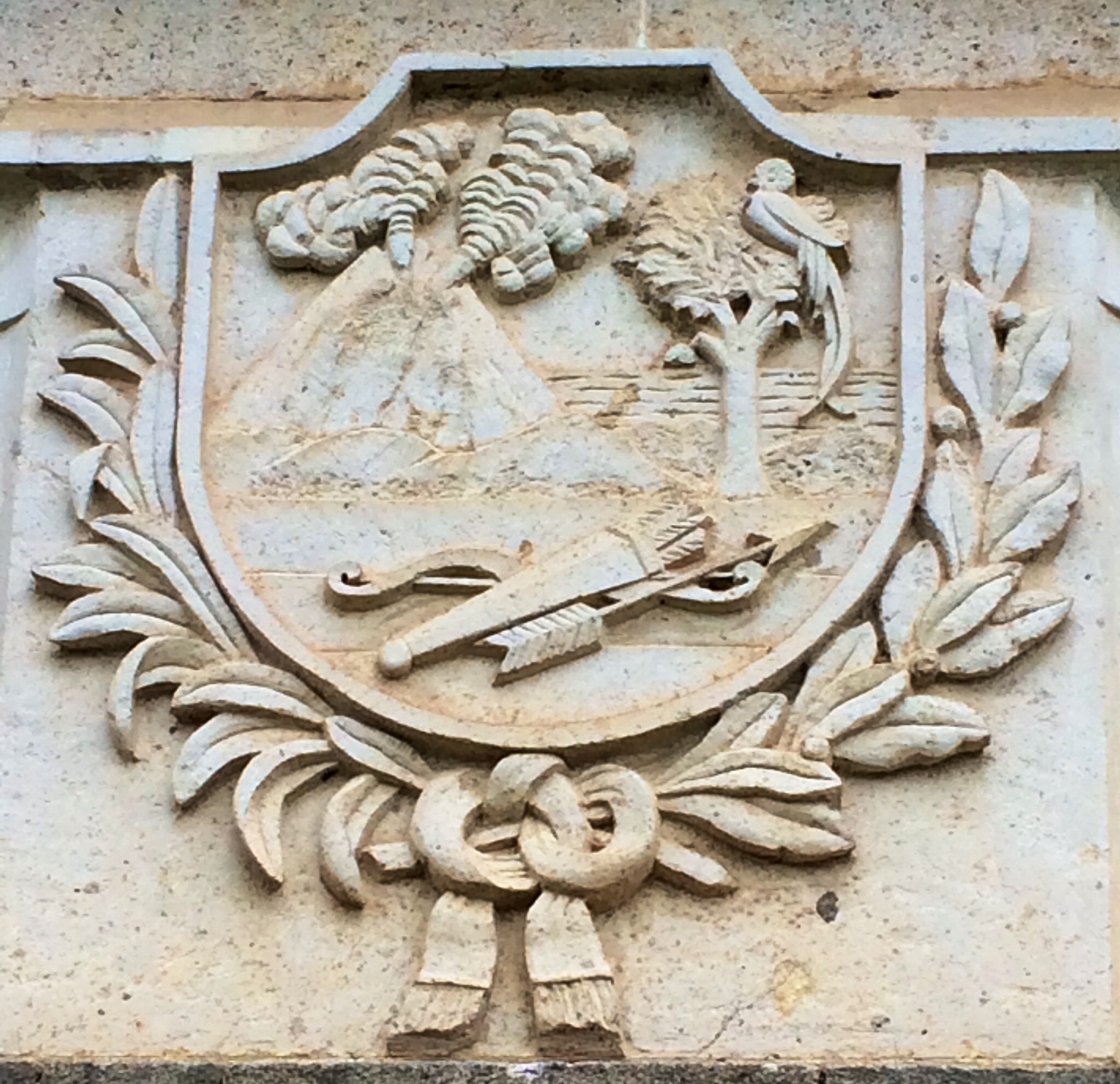
Escudo del Estado de los Altos

Mazatenango fue parte de la región que formó el efímero Estado de Los Altos y que el 12 de septiembre de 1839 forzó a que el Estado de Guatemala se reorganizara en siete departamentos y dos distritos independientes: 
- Departamentos: Chimaltenango, Chiquimula, Escuintla, Guatemala, Mita, Sacatepéquez, y Verapaz
- Distritos: Izabal y Petén[5]

La región occidental de la actual Guatemala había mostrado intenciones de obtener mayor autonomía con respecto a las autoridades de la ciudad de Guatemala desde la época colonial, pues los criollos de la localidad consideraban que los criollos capitalinos que tenían el monopolio comercial con España no les daban un trato justo. Así, su representante en las Cortes de Cádiz solicitó la creación de una intendencia en Los Altos, gobernada por autoridades propias. El advenimiento de la independencia de América Central de alguna manera canceló esta posibilidad, pero el separatismo de los altenses perduró. Tras la disolución del Primer Imperio Mexicano y la consecuente separación de las Provincias Unidas del Centro de América, Los Altos continuó buscando su separación de Guatemala. Hubo dos condiciones que fueron favorables a las pretensiones de la élite criolla altense: la creación de un marco legal en la constitución centroamericana para la formación de nuevos estados dentro del territorio de la república y la llegada al gobierno de los federalistas liberales, encabezados por Francisco Morazán. El área de Los Altos, que incluía a Totonicapán, estaba poblada mayoritariamente por indígenas, quienes habían mantenido sus tradiciones ancestrales y sus tierras en el frío altiplano del oeste guatemalteco. Durante toda la época colonial habían existido revueltas en contra del gobierno español. Luego de la independencia, los mestizos y criollos locales favorecieron al partido liberal, en tanto que la mayoría indígena era partidaria de la Iglesia Católica y, por ende, conservadora.
Las revueltas indígenas en el Estado de Los Altos fueron constantes y alcanzaron su punto crítico el 1.º de octubre de 1839, en Santa Catarina Ixtahuacán, Sololá, cuando tropas altenses reprimieron una sublevación y mataron a cuarenta vecinos. Encolerizados, los indígenas acudieron al caudillo conservador Rafael Carrera, en busca de protección. Por otra parte, en octubre de 1839 la tensión comercial entre Guatemala y Los Altos dio paso a movimientos militares; hubo rumores de que el general Agustín Guzmán -militar mexicano que estaba al mando de las Fuerzas Armadas de Los Altos- estaba organizando un ejército en Sololá con la intención de invadir Guatemala, lo que puso a ésta en máxima alerta.
Tras algunas escaramuzas, los ejércitos se enfrentaron en Sololá el 25 de enero de 1840; Carrera venció a las fuerzas del general Agustín Guzmán e incluso apresó a este mientras que el general Doroteo Monterrosa venció a las fuerzas altenses del coronel Antonio Corzo el 28 de enero.  El gobierno quetzalteco colapsó entonces, pues aparte de las derrotas militares, los poblados indígenas -incluidos los de Totonicapán- abrazaron la causa conservadora de inmediato; al entrar a Quetzaltenango al frente de dos mil hombres, Carrera fue recibido por una gran multitud que lo saludaba como su «libertador».
Carrera impuso un régimen duro y hostil para los liberales altenses, pero bondadoso para los indígenas de la región —derogando el impuesto personal— y para los eclesiásticos restituyendo los privilegios de la religión católica; llamando a todos los miembros del cabildo criollo les dijo tajantemente que se portaba bondadoso con ellos por ser la primera vez que lo desafiaban, pero que no tendría piedad si había una segunda vez. El general Guzmán, y el jefe del Estado de Los Altos, Marcelo Molina, fueron enviados a la capital de Guatemala, en donde fueron exhibidos como trofeos de guerra durante un destile triunfal el 17 de febrero de 1840; en el caso de Guzmán, engrilletado, con heridas aún sangrantes, y montado en una mula. El 26 de febrero de 1840 el gobierno de Guatemala colocó a Los Altos bajo su autoridad y el 13 de agosto de nombró al corregidor de la región, el cual servía también como comandante general del ejército y superintendente.

### Demarcación política de Guatemala de 1902
En 1902, el gobierno del licenciado Manuel Estrada Cabrera publicó la Demarcación Política de la República, y en ella se describe así a Mazatenango: «su cabecera es la villa del mismo nombre, a 167 km de la capital de República y a 334 metros sobre el nivel del mar; es de clima caliente en casi todas sus partes, y en unas pocas templado, y las principales producciones son: cacao, café, caña de azúcar, maíz y frijol.  Principales industrias: crianza de ganado, fabricación de sal y pesca».
«Desde 1899 quedó comunicada la villa de Mazatenango con la línea férrea que, partiendo de dicho lugar, pasa por Retalhuleu  y termina en Champerico, y la cual en breve tiempo quedará conexionada con la de la capital de República.  Hay además buenos caminos de herradura y carreteros.».

### Caso de la familia Oajaca
El 19 de diciembre de 2016 fue capturada una estructura criminal liderada por Mynor Fabricio Oajaca Quiroa, también conocido como «El Patrón» o «El Tigre», quien es miembro de una de las familias más conocidas de la localidad.  La captura estuvo vinculada al asesinato de la hija del exmagistrado de la Corte Suprema de Justicia de Guatemala Douglas Charchal, quien al momento del operativo del Ministerio Público se encontraba guardando prisión preventiva por su participación en el caso de corrupción conocido como Cooptación del Estado.
De acuerdo a los informes periodísticos, aparentemente existía una relación sentimental entre Oajaca y la hija del magistrado, Delia Gabriela Charchal Barrientos, y luego de una discusión Oajaca habría ordenado el asesinato de la joven junto con varios de sus amigos el 30 de agosto de 2015. Los crímenes habrían sido ordenados por Oajaca y cometidos por su cuerpo de seguridad, de acuerdo con las pesquisas realizadas por el Ministerio Público, quien además logró determinar que Oajaca se beneficiaba con personal de la Policía Nacional Civil y del propio MP en la localidad, quienes le proveían información sobre posibles investigaciones en su contra.

## Transportes

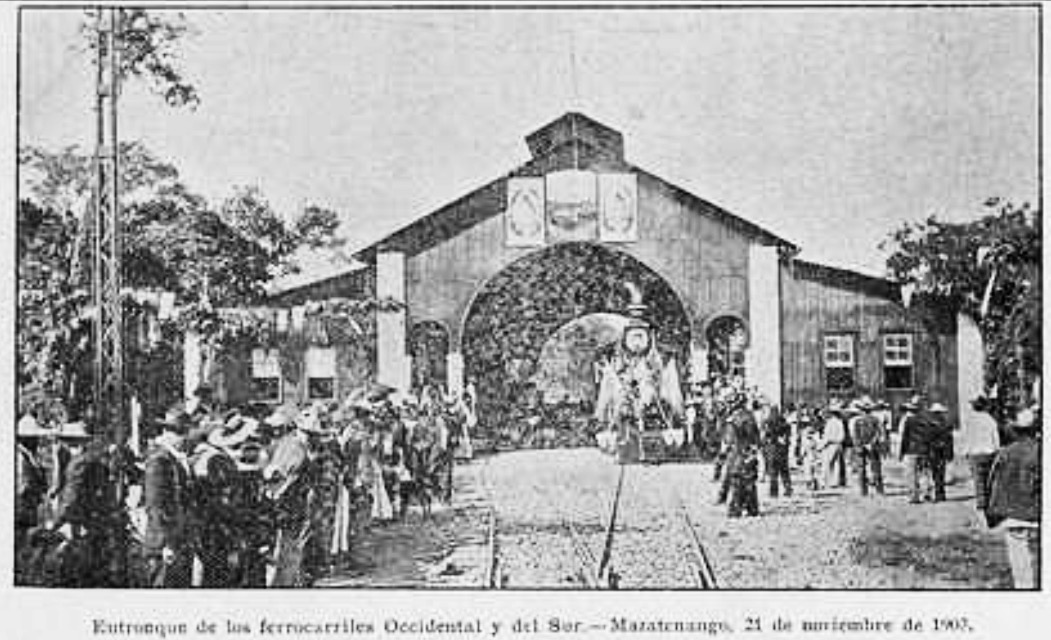
Entronque de los ferrocarriles del Sur y Occidente en Mazatenango el 21 de noviembre de 1904.

A principios del siglo xx Mazatenango fue un importante punto de transporte y comercio en Guatemala, siendo el entronque entre los ferrocarriles del Sur y de Occidente, que conectaban al Puerto San José en Escuintla y al Puerto de Ocós en San Marcos con la Ciudad de Guatemala, respectivamente.
Mazatenango está conectado con el resto del país por la carretera panamericana CA-2 que está totalmente asfaltada. Además posee una antigua estación de ferrocarril que no está en funcionamiento.

## Economía
Mazatenango es un importante centro comercial, con manufacturas de telas, muebles, azulejos y orfebrería. Gran parte de esta producción se destina al turismo, y una pequeña parte a la exportación. Además, posee grandes plantaciones de caña de azúcar, caucho, cacao, aguacate y en menor medida tabaco y palma africana. Actualmente se está desarrollando la industria liviana en esta área de la costa sur.

## Deportes
El equipo de fútbol de Mazatenango es el Club Deportivo Suchitépequez, o "Los venados", como se les llama tradicionalmente, que fue formado por Juan Aureliano Soberanis Polanco el 24 de noviembre de 1960, cuya sede es el estadio Carlos Salazar hijo, ubicado en el cantón Santa Cristina. Actualmente el CD Suchitépequez juega en la división Mayor, de la liga de fútbol guatemalteca en donde ha obtenido dos títulos: en 1983 y 2016.
Mazatenango cuenta además con otras instalaciones deportivas, entre las que se encuentran dos piscinas olímpicas, dos pistas de atletismo y un domo multideportivo.

## Costumbres

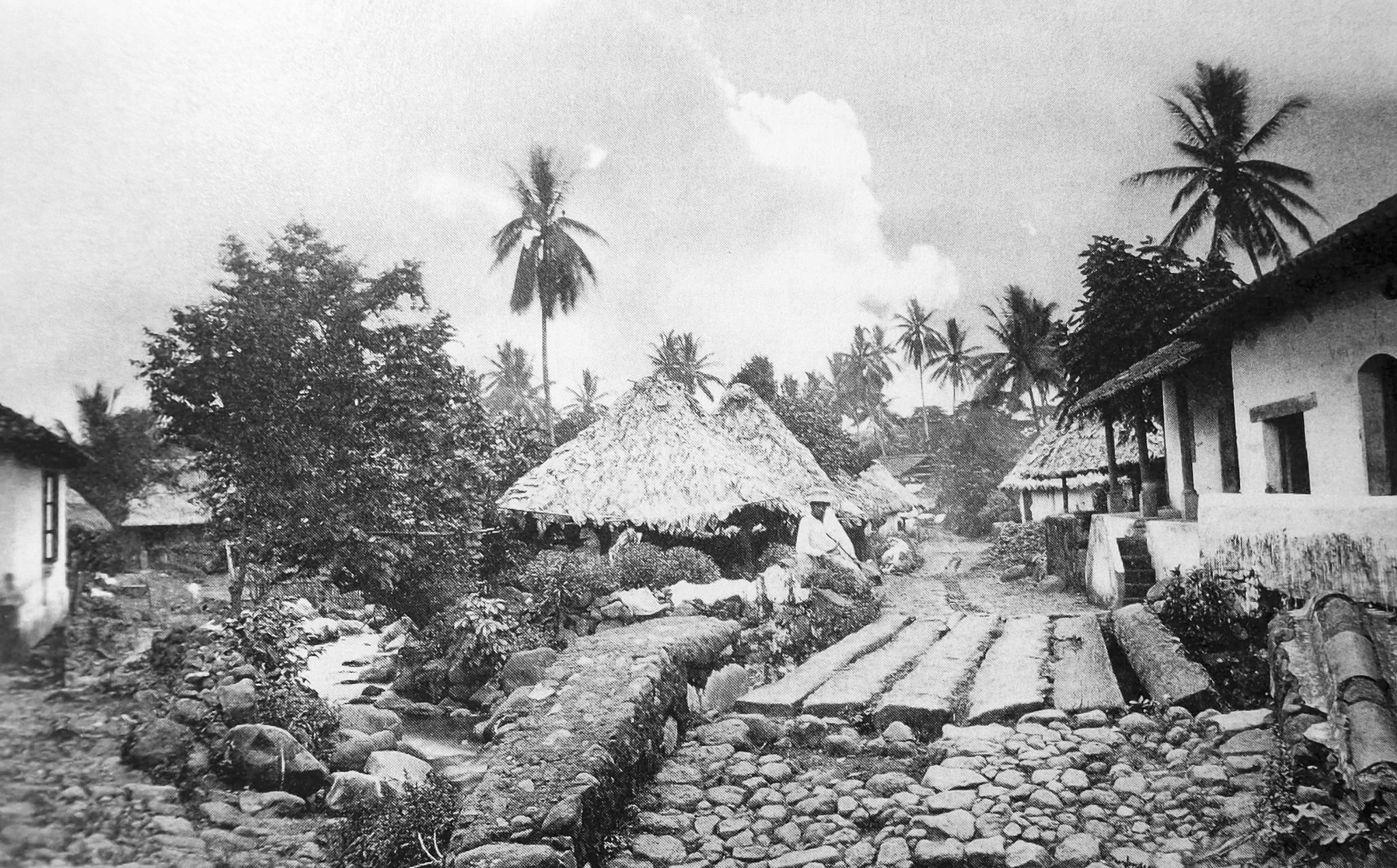
Mazatenango en 1875. Fotografía de Eadweard Muybridge.

Mazatenango tiene dos fiestas oficiales anuales. La primera —por la cual la localidad es famosa en el resto del país— es su fiesta de Carnaval, que se celebra durante toda una semana, iniciando las festividades de Cuaresma.  

### Carnaval de Mazatenango
Se celebra en febrero, y son ocho días de fiesta durante los cuales se realizan desfiles y juegos como la «Carrera de los Barrios» o «Carrera del Conejo», que recorre los principales barrios de la ciudad y tiene un recorrido de 10 km. En la tarde se realiza el desfile de las carrozas en el que participan la mayor de parte de colegios, escuelas e instituciones educativas.
En el martes de carnaval se realiza el tradicional «Desfile de las Comparsas». Inmediatamente después de su finalización, los jóvenes salían a las calles a lanzar huevos y harina y, aunque es tradicional, sin embargo muchos sectores tacharon estos actos de vandalismo y fue prohibido. Se disfruta de la Verbena amenizada por varios grupos musicales que alegran el momento hasta finalizar el día, en varios puntos de Mazatenango como la línea del férrea, el campo de la feria, el parque central y el parque de la Flor del Café. El resto de la semana se realizan los desfiles hípico, infantil y el de las reinas del Carnaval Mazateco. La celebración se da por terminada el sábado próximo inmediato, día en que se realiza un último desfile nocturno.

### Noche de San Bartolo
La otra fiesta importante de este municipio es la «noche de San Bartolo» que se celebra el día 24 de agosto; la costumbre es esperar el amanecer en el Parque Central para participar en una alegre alborada y hay concurso de comidas típicas, luego se asiste a misa y se acompaña la procesión de la venerada Imagen que data del siglo pasado.

## Otras cabeceras departamentales
| Departamento | Cabecera       | Departamento | Cabecera              | Departamento  | Cabecera      | Departamento   | Cabecera       |
| ------------ | -------------- | ------------ | --------------------- | ------------- | ------------- | -------------- | -------------- |
| Alta Verapaz | Cobán          | Baja Verapaz | Salamá                | Chimaltenango | Chimaltenango | Chiquimula     | Chiquimula     |
| El Progreso  | Guastatoya     | Quiché       | Santa Cruz del Quiché | Escuintla     | Escuintla     | Huehuetenango  | Huehuetenango  |
| Izabal       | Puerto Barrios | Jalapa       | Jalapa                | Petén         | Flores        | Quetzaltenango | Quetzaltenango |
| Retalhuleu   | Retalhuleu     | Sacatepéquez | Antigua Guatemala     | San Marcos    | San Marcos    | Santa Rosa     | Cuilapa        |
| Sololá       | Sololá         | Jutiapa      | Jutiapa               | Totonicapán   | Totonicapán   | Zacapa         | Zacapa         |